# Asociación Olímpica de Antigua y Barbuda
El Comité Olímpico de Antigua y Barbuda (código COI: ANT) es el Comité Olímpico Nacional que representa a Antigua y Barbuda. Es también el responsable de la representación de Antigua y Barbuda en los Juegos de la Mancomunidad.